# Тетарка
Тетарка (рум. Tătarca) — село у повіті Галац в Румунії. Входить до складу комуни Тулучешть.
Село розташоване на відстані 200 км на північний схід від Бухареста, 19 км на північ від Галаца.

## Населення
За даними перепису населення 2002 року у селі проживала 831 особа, з них 830 осіб (99,9%) румунів. Усі жителі села рідною мовою назвали румунську.